# Torri del Benaco
Torri del Benaco é uma comuna italiana da região do Vêneto, província de Verona, com cerca de 2.620 habitantes. Estende-se por uma área de 51,37 km², tendo uma densidade populacional de 51 hab/km². Faz fronteira com Brenzone, Costermano, Garda, Gardone Riviera (BS), Gargnano (BS), Salò (BS), San Felice del Benaco (BS), San Zeno di Montagna, Toscolano-Maderno (BS).

## Demografia
| Variação demográfica do município entre 1861 e 2011                               |
|                                                                                   |
| Fonte: Istituto Nazionale di Statistica (ISTAT) - Elaboração gráfica da Wikipedia |